# Daniel Álvarez López
Daniel Álvarez López (Guadalajara, 22 luglio 1994) è un calciatore messicano, attaccante del Tepatitlán.

## Caratteristiche tecniche
È un'ala destra.

## Carriera
Cresciuto nel settore giovanile dell'Atlas, ha esordito in prima squadra il 20 agosto 2014 disputando l'incontro di Copa México vinto 2-1 contro il Mineros de Zacatecas.